# Dekanat Gdańsk-Dolne Miasto
Dekanat Gdańsk-Dolne Miasto – jeden z 24 dekanatów katolickich archidiecezji gdańskiej, obejmujący obszar gdańskich dzielnic Stogi z Przeróbką, Krakowiec-Górki Zachodnie i Wyspa Sobieszewska oraz Dolne Miasto (część dzielnicy Śródmieście), a także sołectw gminy Pruszcz Gdański: Dziewięć Włók, Bogatka, Przejazdowo i Wiślinka oraz sołectwa Trzcinisko gminy Cedry Wielkie. Dziekanem jest proboszcz parafii Matki Boskiej Bolesnej – ks. Stanisław Linda.

## Parafie
W skład dekanatu wchodzi 7 parafii:
1. Parafia Matki Boskiej Bolesnej w Gdańsku – Gdańsk, ul. Głęboka 1
2. Parafia Matki Bożej Saletyńskiej w Gdańsku (Sanktuarium Matki Boskiej Saletyńskiej) – Gdańsk, ul. Piesza 1
3. Parafia Najświętszego Imienia Maryi w Gdańsku – Gdańsk, ul. Kępna 11 b
4. Parafia św. Barbary w Gdańsku – Gdańsk, ul. Długie Ogrody 19
5. Parafia św. Wojciecha w Gdańsku (Milenijne Sanktuarium Chrzciciela Gdańska) – Gdańsk, ul. Boguckiego 52 A
6. Parafia Świętej Rodziny w Gdańsku – Gdańsk, ul. Rozłogi 4/6
7. Parafia Narodzenia Pańskiego w Przejazdowie – Przejazdowo, ul. Jesionowa 13

## Sąsiednie dekanaty
Gdańsk-Śródmieście, Gdańsk-Wrzeszcz, Żuławy Steblewskie